# Véronique Bonnecaze
Véronique Bonnecaze est une pianiste française.

## Biographie
Véronique Bonnecaze a étudié au Conservatoire national supérieur de musique et de danse de Paris. Elle a été lauréate et finaliste de plusieurs concours internationaux dont Genève, Mavi Marcoz, Chopin Palma de Majorque, Pescara et Jaen.
Dans son répertoire de prédilection, on retrouve souvent Chopin, Schumann, Liszt, Rachmaninov, Scriabine, Debussy, dont elle sait dégager l’émotion, les couleurs, et les ambiances sonores.
Elle a joué en récital et avec orchestre en France (Salle Gaveau, Salle Cortot, Théâtre de l'Athénée, Théâtre de l'Atelier, etc.), en Autriche (Mozarteum de Salzbourg), en Allemagne, en Suisse (Victoria Hall de Genève), aux États-Unis (Carnegie Hall de New York) mais aussi en Belgique, en Espagne, en Italie, en Hongrie, en Suède, en Grèce, au Japon, au Liban etc.
Son enregistrement des vingt-quatre Études de Chopin a été salué par Harold Schonberg,  critique musical au New York Times. 
En mai 2023, il a été retenu dans la discographie sélective du magazine Gramophone, des meilleures interprétations des 90 dernières années. 
Son double album Schumann-Liszt a obtenu la récompense “Maestro” du magazine Pianiste.
En 2016, elle a enregistré un CD consacré à 20 sonates de Scarlatti (Polymnie).
En 2017, son album LIVE a obtenu la récompense MAESTRO de Pianiste Magazine. 
En 2019, son album Debussy a obtenu diverses récompenses dont un Opus d'Or-OpusHd, 4 diapasons - Magazine Diapason, Clic de ClassiqueNews.   
En 2021, son intégrale des Sonates de Chopin a été récompensée de 5 Diapasons - Magazine Diapason.  
En 2022, l'album War and Peace composé d'oeuvres de Prokofiev a obtenu les récompenses Clic de ClassiqueNews et un Opus d'Or de OpusHD. 
En 2024, elle sort un nouvel album, Moments musicaux, consacré à Schubert et Rachmaninoff.   
Elle est professeur titulaire de piano à l'École normale de musique de Paris où elle a été directrice artistique des concerts de midi entre 2012 et 2015 et donne des masterclass entre autres au Japon et à l'Académie Musicale de Cagliari, Musique en Graves, à Cork, académie internationale Musicalta.
Elle a créé notamment le Concours international de piano d’Arcachon, les moments musicaux « Harmonies du Soir » à lʼhôtel Plaza Athénée à Paris

## Discographie
- Chopin : Études Op.10 & 0p.25 (Arcobaleno 2000)
- Liszt : « Liszt The Inventor » (Arcobaleno 2006)
- Chopin : Sonate Op.58, Fantaisie Op.49, et œuvres diverses (Polymnie 2010)
- Schumann & Liszt : Carnaval, Venezia e Napoli, œuvres diverses (Polymnie 2012)
- D. Scarlatti : 20 sonates (Polymnie 2015)
- Live : œuvres de Chopin et Schumann (Triton 2017)
- Debussy : paru le 25 janvier 2019 (Paraty)
- Chopin : réédition des 24 études (Productions Paraty 2020)
- Chopin : Complete Sonatas (Paraty Productions 2021)
- War & Peace : Prokoviev piano works (Paraty Productions 2022)
- Moments musicaux de Schubert & Rachmaninoff (Paraty Productions 2024)